# Zoie Palmer

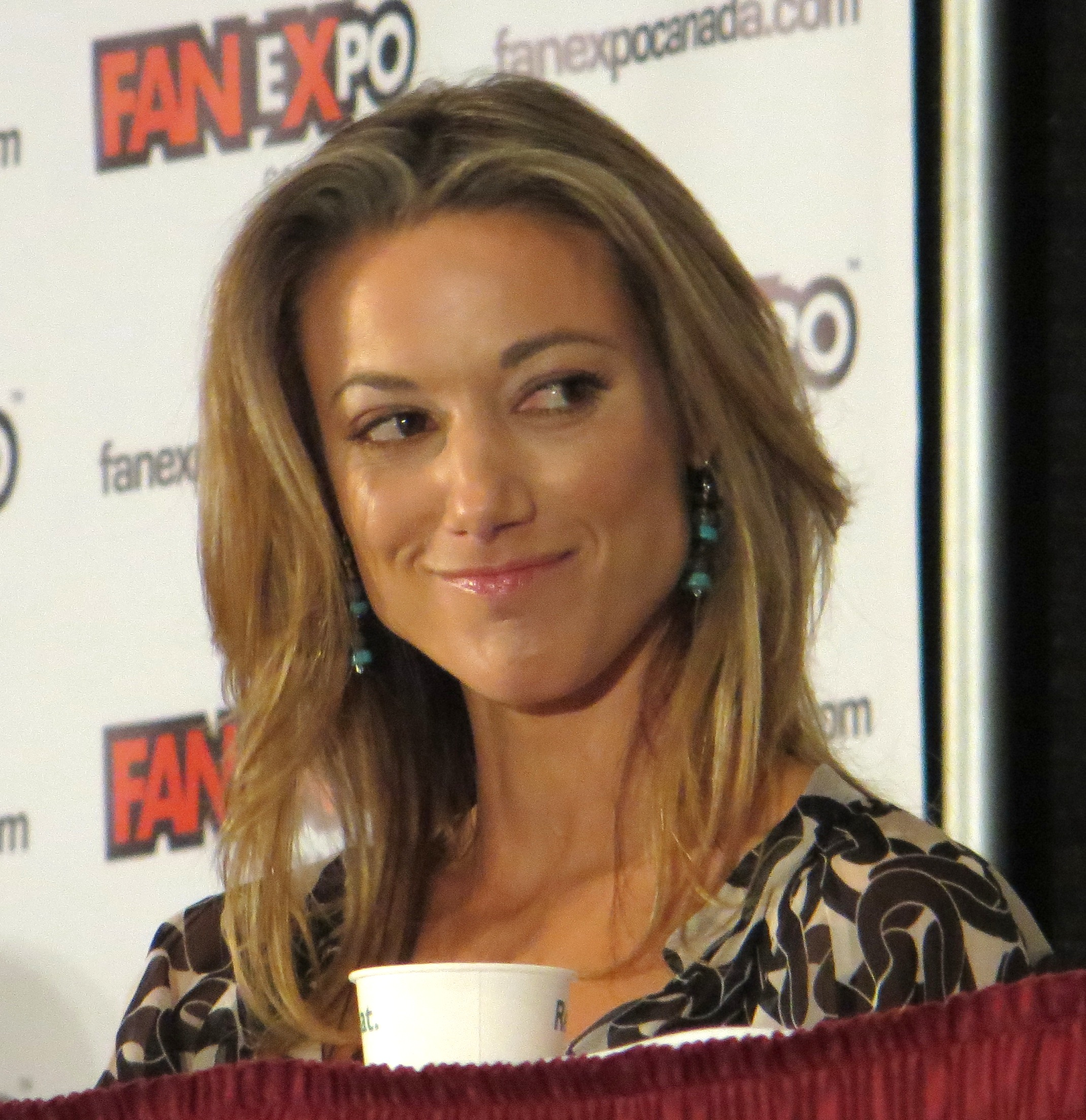
Zoie Palmer (2012)

Zoie Palmer (ur. 28 października 1977 w Camborne) – angielsko-kanadyjska aktorka, która grała m.in. w serialach Gwiazda od zaraz, Zagubiona tożsamość i Dark Matter.

## Filmografia
Filmy
- 2002 - Między ziemią a niebem (Out of the Asches) jako Rebbeca Kull
- 2003 - Powstali z popiołu (The Scream Team) jako Didi Goldstein
- 2003 - The Reagans jako Patti Reagan
- 2003 - Terminal Venus jako Anabelle
- 2003 - Bar Life jako Ryan
- 2004 - Godsend jako Susan Pierce
- 2006 - Smak zdrady (Gospel of Deceit) jako Tracy Duggins
- 2013 - Fałszywy mąż jako Tora Weeks; film TV
- 2014 - Patch Town jako Bethany
- 2019 - Spirala: Nowy rozdział serii Piła jako Kara Boswick

Seriale
- 2002 - Odyssey 5 jako Badacz
- 2002-2004 - Rozkosz pożądania (Bliss) jako Donna
- 2003 - Poszukiwani (1-800-Missing) jako Tracy Somers
- 2006-2007 - Gwiazda od zaraz (Instant Star) jako Patsy Sewer
- 2008-2008 - The Guard jako Carly
- 2010-2015 - Zagubiona tożsamość (Lost Girl) jako Lauren Lewis
- 2015-2017 - Dark Matter jako Android
- 2019 - Pure jako Valerie Krochack
- 2019-2021 - Jann jako Max